# Abdelkebir Khatibi
Abdelkebir Khatibi (Al Yadida, 1938 - Rabat, 16 de marzo de 2009) fue un escritor y ensayista marroquí.

## Trayectoria
Fue miembro de la generación de los sesenta, grupo que se enfrentó con las normas políticas y sociales propias del Magreb, y que además logró hacer una obra de gran calidad y originalidad, situada entre dos lenguas, la árabe y el francés.
Khatibi, nacido en Marruecos, pasó a Francia para estudiar y obtuvo la titulación de sociólogo en París, en La Sorbona. Escribió una famosa tesis doctoral, Le Roman maghrebin (La novela magrebí) en 1968. En ese escrito, poco académico, aborda la narrativa en una sociedad posrevolucionaria, pero usando un tono muy poético y personal; de hecho recuerda ahí su nacimiento, origen e intención trasgresora en estos términos: "Mi nombre sugiere un rito milenario, y me llega a suceder en esta ocasión que imagino el gesto de Abraham degollando a su hijo".
Su difundido Amour bilingue (1983) trata de su bilingüismo (fue autor en francés y en árabe), o mejor de su experiencia amorosa-verbal. Toda su obra aparece impregnada de un fuerte lirismo crítico; aparte de la tradición árabe, se consideraba él mismo influido por Baudelaire y por Nietzsche. Y su Correspondance ouverte es un sobresaliente carteo con Rita el Khayat, tras haber leído cada uno la obra del otro, lo que supone un diálogo insólito en el mundo árabe. Roland Barthes destacó las cualidades especiales de su prosa en un célebre artículo: "Bonheur Khatibi".
Su proyección en su país fue notable y contribuyó a la difusión de su cultura en otras lenguas. Era miembro de la Unión de escritores de Marruecos, desde 1976, y director de la revista Signes du présent.

### Ensayos
- Bilan de la sociologie au Maroc (1968)
- Études sociologiques sur le Maroc (1971)
- La Mémoire tatouée (1971)
- La Blessure du nom propre (1974)
- Le Livre du sang (1979) Gallimard.
- De la mille et troisième nuit (1980)
- Amour bilingue (1983)
- Triptyque de Rabat (1993)
- Un été à Stockholm' (1992), Flammarion.
- Correspondance ouverte

### Teatro
- La Mort des artistes (1964)
- Le Prophète voilé (1979)